# Andrei Nechita
Andrei Nechita (nascido em 29 de maio de 1988) é um ciclista romeno. Competiu na prova de estrada individual representando seu país, Romênia, nos Jogos Olímpicos de Verão de 2012 em Londres, mas não conseguiu completar a corrida.